# ナゲット・ポイント
ナゲット・ポイント（英語、Nugget Point）とは、ニュージーランドの南島南端部のオタゴ地方南東部のクルサ地区南東部に存在する地点の地名である。

## 周辺地形と海難事故

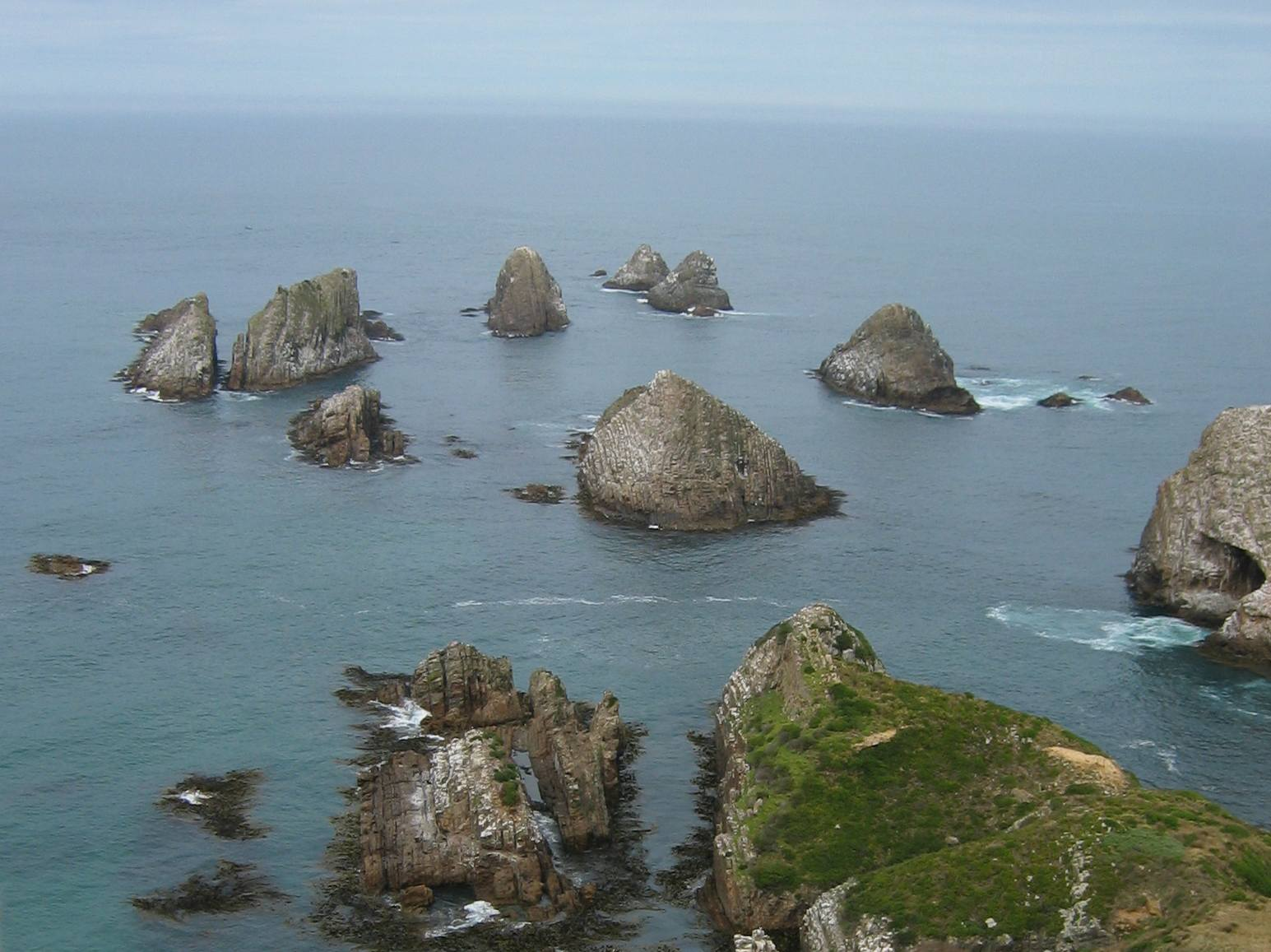
ナゲット・ポイントの周囲に見られる岩の小島群。

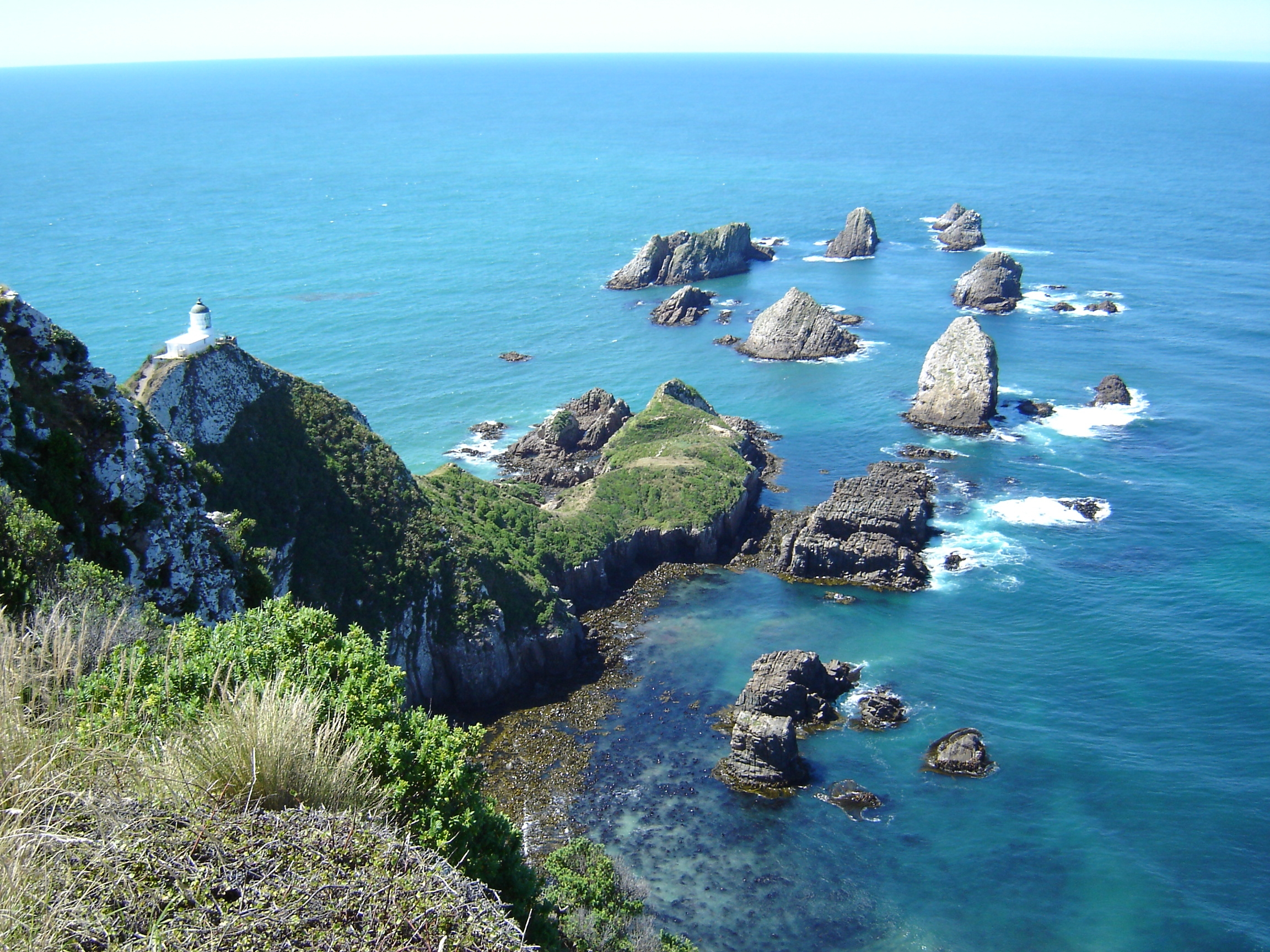
ナゲット・ポイント燈台が写真の左側に写っている。

ナゲット・ポイントの小さな岬の先端には、1870年以来、石造の燈台が設置されている。この岬の周囲の海には岩でできた小島や岩礁が点在しており、付近の海域は昔から海上交通の難所で、過去に幾度も海難事故が発生した場所として知られている。
この海難事故の大部分はクルサ川へと向かう小型船によるものだった。

## 気候
ナゲット・ポイントはニュージーランド国内において比較的寒い気候であることで知られている。

## 生物相
ナゲット・ポイント燈台から下を見ると、しばしばオットセイの群れが観察できる。
また、ナゲット・ポイントの小さな岬の周辺に点在する岩の上は、何種類かの海鳥が繁殖に利用している。
この他、ナゲット・ポイント付近ではキンメペンギンやゾウアザラシなども見ることできる。
ところで、ナゲット・ポイントのすぐ南（半島の付け根付近のすぐ南側）には、ローリング湾（英語、Roaring Bay）と呼ばれる小さな入り江が存在する。午後3時以降は、ここに生息しているキンメペンギンを驚かせてしまうので、ローリング湾の浜辺には降りないように呼びかけられている。